# 옥사나 추소비티나
옥사나 알렉산드로브나 추소비티나(우즈베크어: Oksana Aleksandrovna Chusovitina, 러시아어: Окса́на Алекса́ндровна Чусови́тина, 독일어: Oxana Tschussowitina, 1975년 6월 19일~)는 우즈베키스탄의 체조 선수이다.